# Xanthanomis duplicata
Xanthanomis duplicata là một loài bướm đêm trong họ Noctuidae.